# Yara Charry
Yara Maria Beatrice Charry (Paris, 24 de julho de 1997) é uma atriz franco-brasileira. Destacou-se na televisão em 2018, ao interpretar a personagem Jade, uma das protagonistas da telenovela juvenil Malhação: Vidas Brasileiras, da TV Globo.

## Biografia
Nascida em Paris, na França, é filha de mãe brasileira e pai francês.
Após viver a infância e a adolescência em Paris, fixou residência no Brasil desde 2016, período em que fez sua estreia como atriz ao interpretar Sophie, a namorada francesa do personagem de Gabriel Leone na novela Velho Chico. Antes de estrear na TV, estudava moda em seu país de origem, mas desistiu do curso ao ser convidada para o papel na produção global. Decidida a seguir carreira de atriz, matriculou-se na Casa das Artes de Laranjeiras, no Rio de Janeiro.
Em 2022, deu vida à Joy Martinez em Todas as Flores, novela original da Globoplay. A personagem, uma das herdeiras de um império milionário, se envolve em um triângulo amoroso com a própria mãe (Naruna Costa), uma ação orquestrada por Diego Silva (Nicolas Prattes), jovem vítima de uma injustiça cometida pelo pai de Joy, o promotor Luís Felipe Martínez (Cássio Gabus Mendes). Outra característica da personagem consistia na insegurança derivada do fato de ser soropositiva, algo tratado com sensibilidade pelo texto de João Emanuel Carneiro.

## Filmografia

### Televisão
| Ano     | Título                                   | Papel                   | Notas                       |
| ------- | ---------------------------------------- | ----------------------- | --------------------------- |
| 2016    | Velho Chico                              | Sophie                  | [ 10 ]                      |
| 2018–19 | Malhação: Vidas Brasileiras              | Jade Poitier            | [ 11 ]                      |
| 2019    | Popstar                                  | Participante (3º lugar) | Temporada 3                 |
| 2019    | Renault Kwid Outsider: Caverna do Dragão | Diana                   | comercial de TV             |
| 2022-23 | Todas as Flores                          | Joy Martínez            | [ 12 ]                      |
| 2023    | Amor Perfeito                            | Augustina               | Episódios: "24-25 de março" |
| 2023    | A Vida pela Frente                       | Ingrid                  |                             |

### Cinema
| Ano  | Título | Papel | Notas  |
| ---- | ------ | ----- | ------ |
| 2021 | Lulli  | Elena | [ 14 ] |

### Teatro
| Ano  | Título                             | Papel                | Notas |
| ---- | ---------------------------------- | -------------------- | ----- |
| 2023 | IRON - O Homem da Máscara de Ferro | Louise de La Valière |       |